# Tramlijn Begeerte

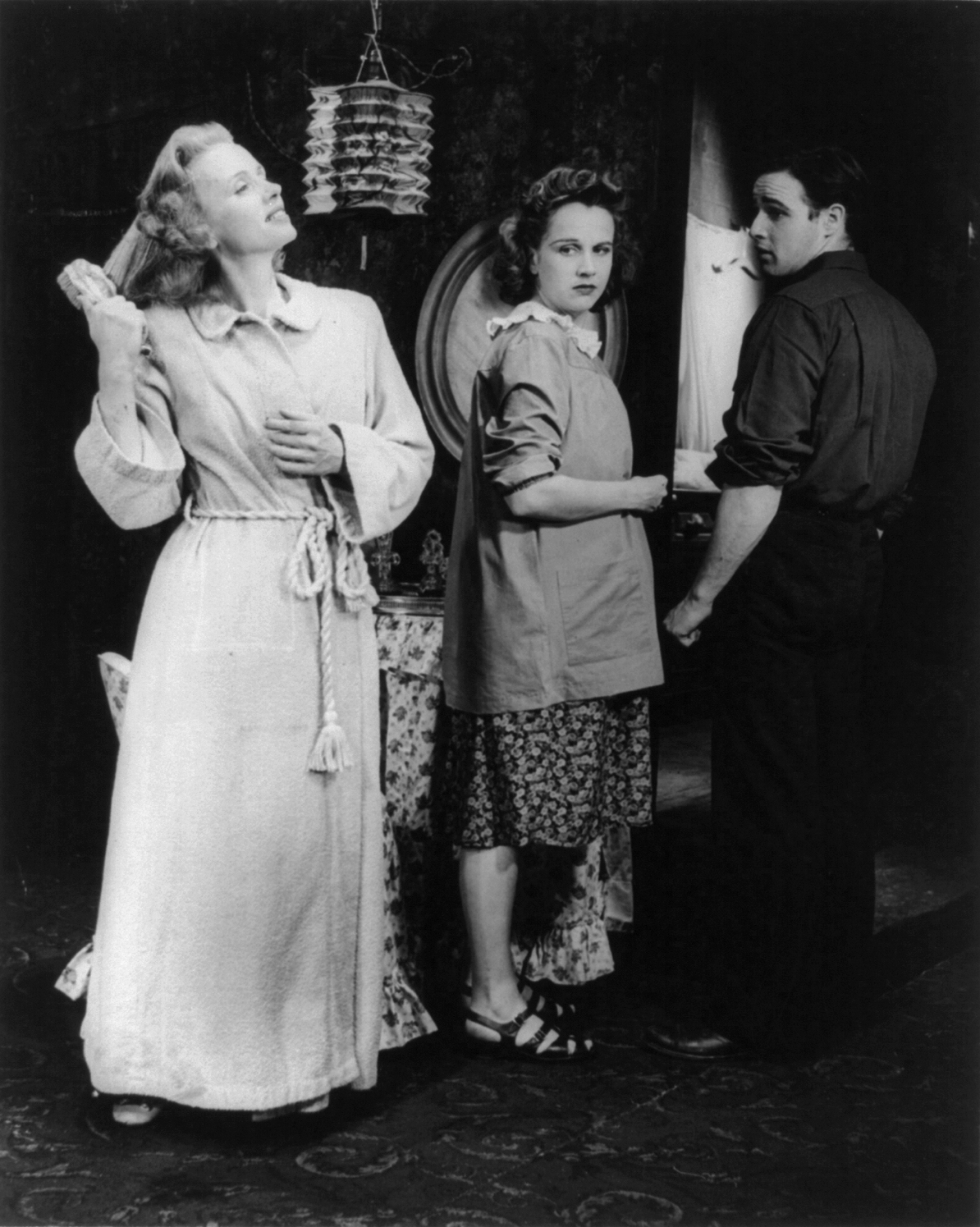
Jessica Tandy, Kim Hunter en Marlon Brando in de originele Broadwayproductie van "A Streetcar Named Desire" (1947)

A Streetcar Named Desire is een toneelstuk uit 1947 van de Amerikaanse schrijver Tennessee Williams, die er in 1948 de Pulitzer-prijs voor drama mee won. Het stuk beschrijft de culturele botsing tussen twee symbolische figuren, Blanche DuBois, die staat voor het rijke leven van de blanken in de zuidelijke Verenigde Staten van Amerika, en Stanley Kowalski, een typische representant van de stedelijke immigrant-arbeider.
Het stuk werd in het Nederlands bekend onder de titel Tramlijn Begeerte, in de vertaling van Nel Bergmans-Withaar. Een tweede vertaling, gemaakt door Eric de Kuyper, draagt de titel De tramlijn die verlangen heet.

## Titel
De allegorische titel is ontleend aan de Desire tramlijn in New Orleans, die deze naam droeg omdat het eindpunt in Desire Street was gelegen. In de dialoog vertelt Blanche dat ze met deze lijn gereden heeft. De tramlijn, die sinds 1920 bestond, werd in 1948, een jaar na het verschijnen van Williams' toneelstuk, in een buslijn omgezet.

## Verhaal
Blanche DuBois komt uit een rijke zuidelijke familie die de laatste tijd veel van haar geld en aanzien heeft verloren. Tegenover de buitenwereld, maar vooral zichzelf, doet Blanche alsof alles nog steeds geweldig gaat.
Ze gaat op bezoek bij haar zus Stella die met haar man Stanley naar New Orleans is vertrokken. Ze is diep geschokt, want haar zus’ nieuwe levensstijl is niet wat ze gewend is. Ze vertelt Stella dat de oude plantage van de familie, Belle Reve, is “verloren” en dat de directeur van de school waar ze Engels geeft haar verlof heeft gegeven om haar zenuwen weer in bedwang te krijgen. Daarom blijft ze bij Stella logeren, maar die is bang voor de reactie van haar man. Stanley is totaal anders dan de verfijnde Blanche. Stella blijft voornamelijk bij hem omdat ze zichzelf heeft wijsgemaakt dat ze van hem houdt.
Stukje bij beetje komt de kijker erachter dat Blanche naar haar zus is gevlucht om aan haar verleden te ontsnappen. Haar man heeft zelfmoord gepleegd omdat hij vermoedelijk niet kon leven met zijn homoseksuele neigingen. Ook doet het hardnekkige gerucht de ronde dat Blanche een relatie heeft gehad met een leerling en dat ze uiteindelijk de prostitutie in moest om zichzelf te kunnen onderhouden. De spanningen tussen Stanley en Blanche lopen hoog op. Als Stella naar het ziekenhuis moet om te bevallen komt het tot de confrontatie. Stanley verkracht Blanche, die daarna volledig instort. Stella laat Blanche uiteindelijk opnemen in een kliniek.

## Bewerkingen
- A Streetcar Named Desire werd in 1951 verfilmd onder regie van Elia Kazan. Hoofdrolspeelster Vivien Leigh ontving een Oscar voor haar rol als Blanche.
- In 1952 verscheen een balletproductie van het verhaal met muziek van Alex North, die ook de muziek voor de filmversie had gecomponeerd.
- In 1995 werd het stuk bewerkt tot opera, met muziek van André Previn.
- In 1995 kwam er nog een andere verfilming, geregisseerd door Glenn Jordan. Hierin wordt Blanche gespeeld door Jessica Lange, Stanley door Alec Baldwin, Stella door Diane Lane en Mitch door John Goodman.
- Op 4 februari 2010 ging een bewerking onder de titel Un tramway met Isabelle Huppert in de hoofdrol in première bij de Comédie-Française, als eerste Amerikaanse toneelstuk bij dit gezelschap. In juni 2011 speelde deze productie, als onderdeel van het Holland Festival, in de Stadsschouwburg Amsterdam en de Koninklijke Schouwburg in Den Haag.
- Toneelgroep Oostpool bracht het stuk uit in 2012. Regie van Marcus Azzini, vertaling door Rob Klinkenberg. Met in de hoofdrollen Maria Kraakman en Dragan Bakema.